# Zhang Xizhe
Zhang Xizhe (張稀哲T, 张稀哲S, Zhāng XīzhéP; Wuhan, 23 gennaio 1991) è un calciatore cinese, centrocampista del Beijing Guoan.

## Statistiche

### Cronologia presenze e reti in nazionale
| Cronologia completa delle presenze e delle reti in nazionale ― Cina | Cronologia completa delle presenze e delle reti in nazionale ― Cina | Cronologia completa delle presenze e delle reti in nazionale ― Cina | Cronologia completa delle presenze e delle reti in nazionale ― Cina | Cronologia completa delle presenze e delle reti in nazionale ― Cina | Cronologia completa delle presenze e delle reti in nazionale ― Cina | Cronologia completa delle presenze e delle reti in nazionale ― Cina | Cronologia completa delle presenze e delle reti in nazionale ― Cina |
| Data                                                                | Città                                                               | In casa                                                             | Risultato                                                           | Ospiti                                                              | Competizione                                                        | Reti                                                                | Note                                                                |
| ------------------------------------------------------------------- | ------------------------------------------------------------------- | ------------------------------------------------------------------- | ------------------------------------------------------------------- | ------------------------------------------------------------------- | ------------------------------------------------------------------- | ------------------------------------------------------------------- | ------------------------------------------------------------------- |
| 21-03-2019                                                          | Nanning                                                             | Cina                                                                | 0 – 1                                                               | Thailandia                                                          | Cina Cup 2019 - Semifinale                                          | -                                                                   | 70’                                                                 |
| 30-05-2021                                                          | Suzhou                                                              | Guam                                                                | 0 – 7                                                               | Cina                                                                | Qual. Mondiali 2022                                                 | -                                                                   |                                                                     |
| 07-06-2021                                                          | Sharja                                                              | Cina                                                                | 2 – 0                                                               | Filippine                                                           | Qual. Mondiali 2022                                                 | -                                                                   | 84’                                                                 |
| 15-06-2021                                                          | Sharjah                                                             | Cina                                                                | 3 – 1                                                               | Siria                                                               | Qual. Mondiali 2022                                                 | 1                                                                   |                                                                     |
| 07-10-2021                                                          | Sharjah                                                             | Cina                                                                | 3 – 2                                                               | Vietnam                                                             | Qual. Mondiali 2022                                                 | -                                                                   | 54’                                                                 |
| Totale                                                              |                                                                     | Presenze                                                            | 5                                                                   |                                                                     | Reti                                                                | 1                                                                   |                                                                     |

## Palmarès

### Club

#### Competizioni nazionali
- Campionato cinese: 1

Beijing Guoan: 2009
- Coppa di Germania: 1

Wolfsburg: 2014-2015